# Герб Сеї
Ге́рб Се́ї — офіційний символ міста Сея, Португалія. Використовується як територіальний герб. У золотому щиті червона вежа із чорними вікнами і брамою. Обабіч дві зелені дубові гілки з листям і корінням. У главі щита синя шестипроменева зірка. Щит увінчує срібна мурована міська корона з п'ятьма вежами.  Під щитом біла стрічка, на якій великими літерами напис португальською: «cidade de» (місто Сея).  Офіційно затверджений 23 серпня 1986 року.  

## Галерея

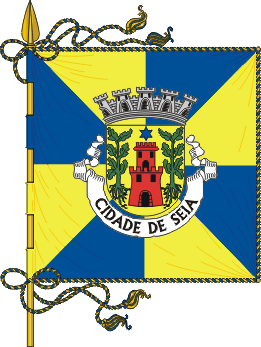
Прапор